# Quirijn Maurits Rudolph ver Huell
De acordo com a segunda edição (fac-simile) do "Mijn Eerste Zeereis", publicada em 1976 pela editora holandesa Martinus Nijhoff,Quirijn Maurits Rudolph Ver Huell (1787 — 1860) nasceu em Doesburg (Holanda), tendo ingressado na marinha holandesa no início do século XIX (1803). Durante as Guerras Napoleônicas, como aliado dos franceses, participou de importantes batalhas navais ao lado do tio e célebre almirante, Carel Hendrick Ver Huell. Em agosto de 1807, zarpou da Holanda a bordo do pequeno brigue-de-guerra Vlieg ("Mosca" em português), com destino à Ilha de Java (Indonésia), antiga sede colonial das Índias Orientais. Durante a travessia do Oceano Atlântico, o brigue é perseguido por uma pequena frota inglesa, sofrendo sérias avarias em sua aparelhagem. Os holandeses então se dirigem a Salvador (Bahia), em busca de reparos urgentes, onde acabam retidos por quase três anos em decorrência da inesperada chegada da família real portuguesa ao Brasil (em 22 de janeiro de 1808). Neste período, Ver Huell registrou em seu diário - e em uma série de gravuras - diversos aspectos da sociedade e da paisagem locais: a magnífica natureza, os tipos urbanos, as festas e procissões religiosas, os festejos do Bonfim, o antigo Carnaval ("Dias de Entrudo") etc. Sua obra foi posteriormente publicada na Holanda (em 1842, sob o título "Mijn Eerste Zeereis") e recentemente traduzida (por Jan Maurício van Holthe) para o português e publicada pela Editora da Universidade Federal da Bahia (EDUFBA) sob o título: "Minha Primeira Viagem Marítima" (2007).